# アフシャン・アザド
アフシャン・アザド（Afshan Azad、1988年2月12日 - ）は、イギリス・マンチェスター出身の女優。
『ハリー・ポッター』シリーズでパドマ・パチル役を演じた。

## キャリア
マンチェスターのWhalley Range High School for Girls在学中に、オーディションを受けてパドマ役を獲得。
現在は女優業を両立させながらジャーナリストを目指している。

### 実父と実兄による殺人脅迫裁判事件
2010年5月21日、ヒンドゥー教徒の男性と交際をしているアフシャンを、イスラム教徒である実父・アブドゥル被告と実兄・アシャラフ被告が｢ふしだらな女（Slag）｣とののしり、襲ったとされている。怯えたアフシャンは寝室の窓から逃げ出し、父・アブドゥル被告と兄・アシャラフ被告は駆け付けた警官によって逮捕された。
兄のアシャラフ被告は実妹であるアフシャンの身体に暴力を振った事を認めている検察側は父のアブドゥル被告と兄のアシャラフ被告がアフシャンに対して殺人脅迫した事は無罪とした。判決では、父のアブドゥル被告は12か月間治安を害さないとの契約および500ポンドの支払いを命じられ、判事からは｢家庭内暴力は（今や）余りにもまん延しているが、あなたのような人でも投獄される可能性もある｣と警告された。兄のアシャラフ被告には｢自宅に住み、妹と連絡を取らず、妹（アフシャン）が住むロンドンに行かない｣との条件つきで保釈された。判決は2011年1月12日、言い渡され、禁固6か月とされた。
当初アフシャンは、警察に対し助けと保護を求めていたが、｢検察は助けにならない。（裁判に協力すれば自分は）本物の危機に陥る｣と怯え、12月21日の公判を欠席。｢強制結婚させると父親に言われた｣とも話している。
ガーディアン紙は、アザド家はかなりリベラルな家庭でイスラム教徒以外の家族はアフシャンの女優業を応援していたと伝えている。
実父と実兄が脅迫罪を免じられた事について、勅選弁護士のリチャード・バードンは｢検察はじっくり検討したが、証人がいないので起訴手続きができないのだろう｣と話している。

## 出演作品
| 公開年 | 邦題 原題                                                                     | 役名           | 備考 |
| ------ | ----------------------------------------------------------------------------- | -------------- | ---- |
| 2005   | ハリー・ポッターと炎のゴブレット Harry Potter and the Goblet of Fire          | パドマ・パチル |      |
| 2007   | ハリー・ポッターと不死鳥の騎士団 Harry Potter and the Order of the Phoenix    | パドマ・パチル |      |
| 2009   | ハリー・ポッターと謎のプリンス Harry Potter and the Half-Blood Prince         | パドマ・パチル |      |
| 2010   | ハリー・ポッターと死の秘宝 PART1 Harry Potter and the Deathly Hallows: PART 1 | パドマ・パチル |      |
| 2011   | ハリー・ポッターと死の秘宝 PART2 Harry Potter and the Deathly Hallows: PART 2 | パドマ・パチル |      |

## 参照
1. ↑  “Family 'attack' on Harry girl”. London: The Sun. (2010年7月1日) 2010年7月3日閲覧。 {{cite news}}: |publisher=では太字とイタリック体は使えません。 (説明)⚠
2. ↑  Black, Caroline (2010年7月2日). “Afshan Azad Allegedly Threatened and Assaulted by Family, Say Reports”. Crimesider (London: CBS News).  オリジナルの2010年7月4日時点におけるアーカイブ。 2010年7月3日閲覧。 {{cite news}}: |publisher=では太字とイタリック体は使えません。 (説明)⚠
3. ↑  “Harry Potter actress's brother admits attacking her”. BBC News. (2010年12月20日) 2010年12月20日閲覧。 {{cite news}}: |publisher=では太字とイタリック体は使えません。 (説明)⚠
4. ↑  “Harry Potter actress's brother jailed for attacking her”. BBC News. (2010年7月2日) 2010年7月3日閲覧。 {{cite news}}: |publisher=では太字とイタリック体は使えません。 (説明)⚠